# Sri Aman (bahagian)
Sri Aman is een deelgebied (bahagian) van de deelstaat Sarawak op Borneo in Maleisië.
Het heeft een oppervlakte van 5467 km² en een inwonersaantal van circa 90.600.

## Bestuurlijke indeling
De bahagian Sri Aman is onderverdeeld in twee districten (daerah):
- Lubok Antu
- Sri Aman

Betong · Bintulu · Kapit · Kuching · Limbang · Miri · Mukah · Samarahan · Sarikei · Sibu · Sri Aman